# Beagle
Beagle este o rasă de câini cu corp masiv, robust, craniu lat, urechi mari, ochi cu expresie rugătoare, blană de lungime medie, picioare puternice, asemănător cu Foxhoundul englez.
Rasa este de origine din Anglia, exemplarele au 25–40 cm înălțime, greutate de 9–17 kg și trăiesc 12–15 ani.
Beagle mai este un concurent ai rasei Jagdterrier.

## Istoric rasă

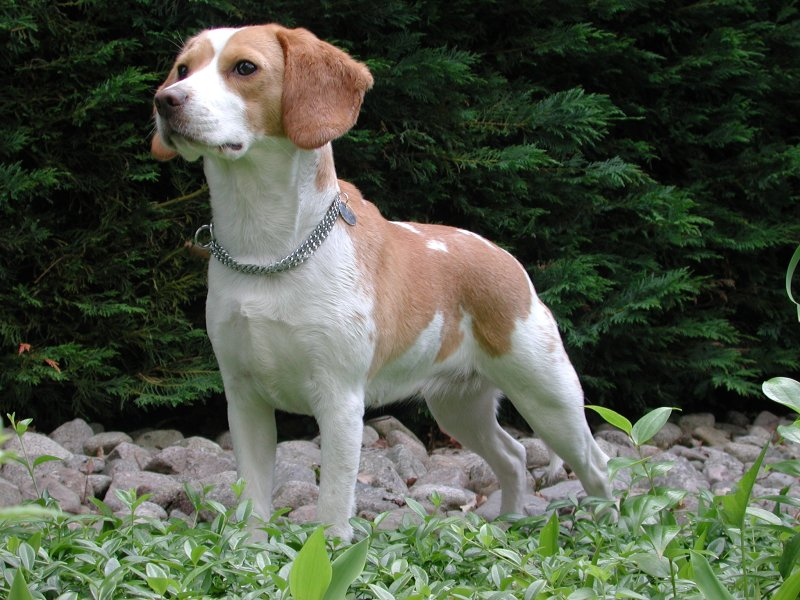
Un cățel Beagle

Sunt mai multe teorii referitoare la apariția rasei Beagle. Una dintre ele precizează că preocuparea pentru dezvoltarea acestei rase s-a manifestat pentru prima dată în Anglia, în secolul al XVI-lea. Regina Elisabeta I (1533-1603) a îndrăgit foarte mult o varietate de talie mică a acestei rase, așa numiții „Pocket Beagle”, din care creștea o întreagă haită. Și astăzi, varietatea mai mică a rasei (exemplarele până în 25 de centrimetri înălțime la greabăn) poartă numele reginei. De-a lungul secolului al XVII-lea rasa a suferit modificări prin încrucișarea cu exemplare de Terrier Englezesc. 
O altă teorie susține că primul Beagle a apărut în Grecia Antică, în jurul secolului al V-lea î.Hr. Primele atestări apar în scrierile lui Xenophon care menționa folosirea unui câine la vânătoarea de animale mici, adulmecându-le. Istoria lor continuă odată cu apariția romanilor, care au prețuit acești câini și care i-au răspândit pe teritoriul întregii Europe, în special în zonele care astăzi aparțin de Imperiul Britanic. În Anglia, William Cuceritorul ar fi adus primul câine Beagle, pe numele său Talbot, prin secolul XI.
Primele informații precise despre această rasă apar în secolul al XVI-lea.

## Descriere fizică

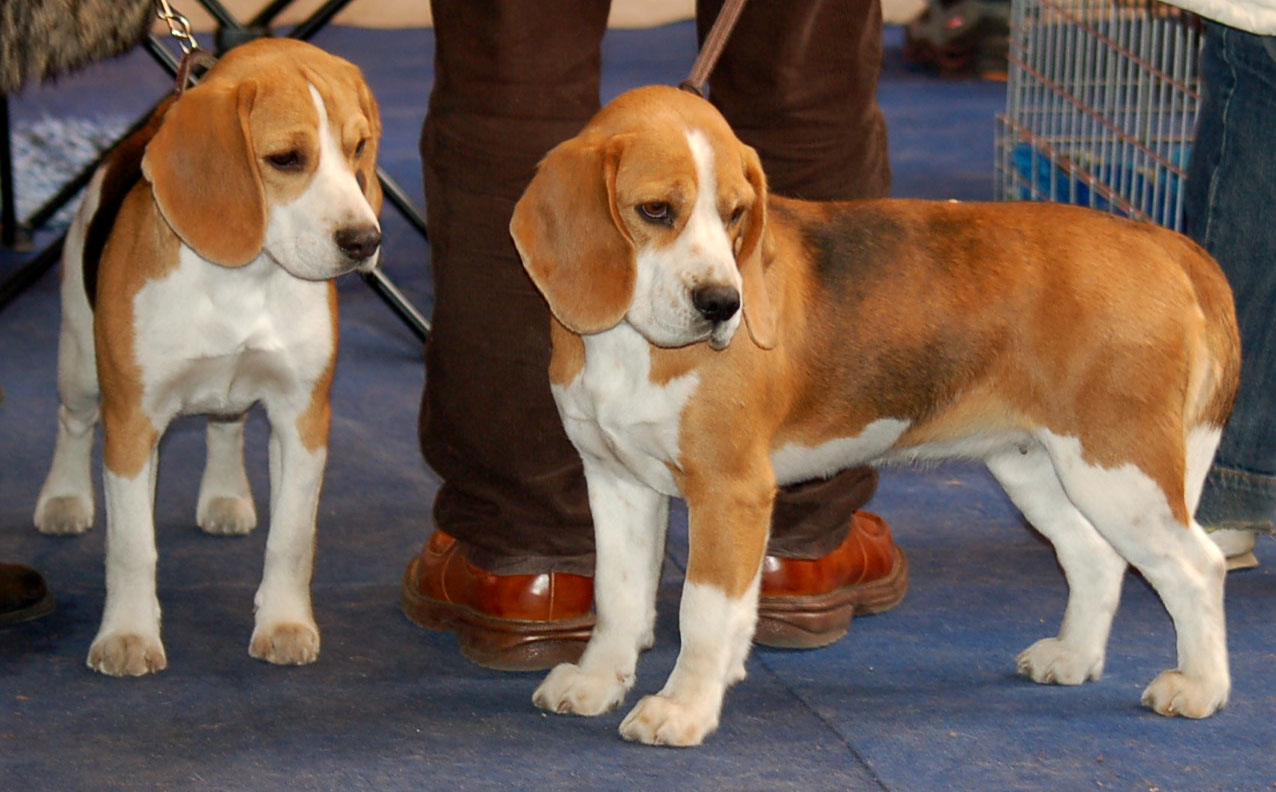
Doi tineri Beagle.

Un câine de talie medie, bine proporționat și cu o linie corporală cursivă, elegantă. A moștenit un trunchi compact și musculos de la câinii Terrier. Are blana cu părul scurt, des și aspru. Culori: ca ale Copoiului, bicolor (alb și roșu în diferite nuanțe; gri-albăstrui cu pete negre) sau tricolor (bază albă, capul și spatele maroniu-roșcat și o șa neagră). Coada este puternică, potrivit de lungă, ținută arcuit în sus, ca o sabie.

## Personalitate
Prietenos, jucăuș și sociabil, acceptă ușor străinii și se împacă bine cu copiii. Trăsăturile plăcute de caracter au inspirat personajul de desene animate Snoopy din serialul Peanuts, declarat cel mai popular personaj canin.

## Întreținere

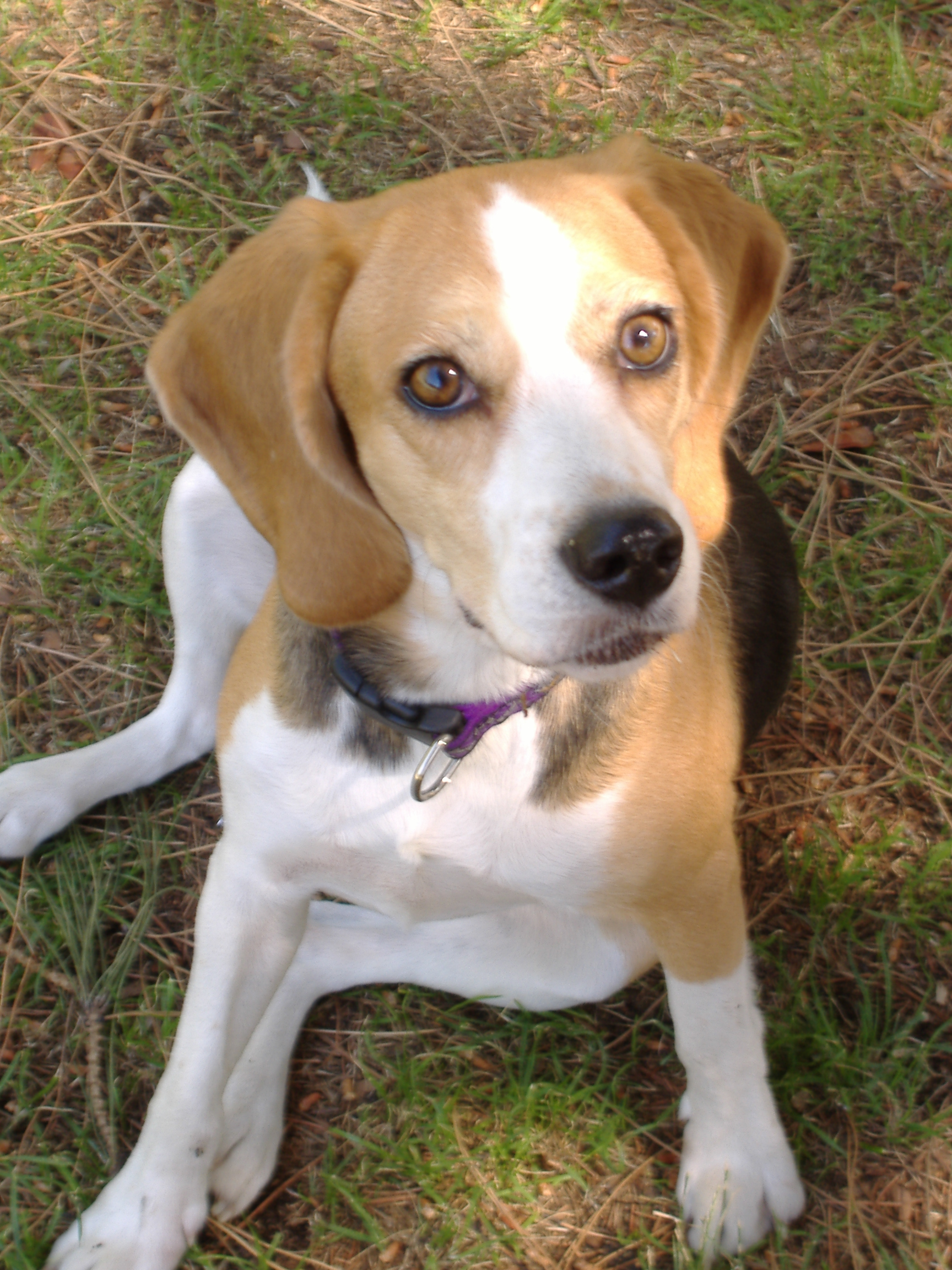
Un Beagle.

### Îngrijire și sensibilitate la boli
Are mari pretenții trebuie hrănit cu produse de înaltă calitate. Se pretează atât la hrana uscată, cât și la hrană umedă și semi-umedă (din conservă). Năpârlește pe toată durata anului, destul de consistent, cu accent la schimbarea sezoanelor. Sunt câini robuști, rezistenți, fără probleme deosebite de sănătate. Cataracta, o boală considerată ereditară la această rasă. Manifestă uneori afecțiuni ale coloanei, pe care o pun deseori la încercare, fiind atletici și plini de energie. Una dintre cele mai grave probleme ce o poate întâmpina un Beagle, pe măsură ce îmbătrânește, o reprezintă obezitatea, pentru un câine de talia sa e foarte pofticios și mâncăcios.

### Condiții de viață
Are nevoie de multă mișcare și exerciții, este vioi, energic, alert. Poate fi crescut într-un apartament, dar cu condiția unui program bogat și variat de mișcare oferit zilnic. Latră mult, ideal este să fie crescut într-o casă cu o curte largă, împrejmuită. Se lasă dus de instincte și pleacă după miros, trebuie supravegheat îndeaproape.

### Dresaj
Sunt câini independenți și nu prea încăpățânați. Sunt inteligenți, dar se concentrează destul de greu pe durata exercițiilor. Necesită un dresaj ferm si intensiv. Dresajul de obediență și stoparea tendinței de a lătra sunt prioritare.

## Utilitate
Sunt animale de companie revigorante și vesele. Fac o figură frumoasă în familiile cu copii de vârste mici. Nu sunt recomandați persoanelor mai sedentare sau cu un program aglomerat. Prezintă instincte de vânătoare bine conservate, cu dresajul potrivit pot fi folosiți și la această activitate. Este folosit la vânătoarea de iepuri, fazani, vulpi, chiar urși. Este un bun și căutat companion.

## Simțul mirosului
Alături de Bloodhund și de Basset Hound, Beagle-ul are unul dintre cele mai bine dezvoltate simțuri olfactive dintre toate rasele de câini. În anii 1950', John Paul Scott și John Fuller au început un studiu bazat pe caracteristici canine. Ca parte a studiului, aceștia au testat abilitatea olfactivă a diferitor rase de câini punând un șoarece într-un câmp și cronometrând perioada necesară fiecarei rase în parte de a-l găsi. Beagle-ilor le-a trebuit mai puțin de un minut să îl găsească. Fox Terrierii l-au găsit în 15 minute, iar Scottish Terrierii au picat testul, nereușind să găsească șoarecele. Beagle-ul are o mai mare capacitate olfactivă la sol decât în aer, motiv pentru care a fost exclus din majoritatea expedițiilor montane, acesta fiind înlocuit de Collie, rasă ce își folosește vederea pentru a compensa lipsurile simțului olfactiv în aer. Urechile lungi și buzele voluminoase ale Beagle-ului reprezintă, probabil, un atuu în perceperea mirosurilor, prin aducerea acestora mai aproape de nas.

## Detectare
Departamentul de Agricultură al Statelor Unite utilizează această rasă de câini pentru detectarea alimentelor din bagajele persoanelor care intră pe teritoriul țării, prin organizația numită Brigada Beagle-ilor. După testarea diferitelor rase, Beagle-ul a fost ales pentru îndeplinirea acestei sarcini datorită staturii lui relativ mici, pentru că nu este o rasă care ar putea intimida cu ușurință persoanele care se simt inconfortabil în preajma acestor animale și pentru că este un câine inteligent. Sunt, de asemenea, folosiți în același scop în țări precum Noua Zeelandă, Canada, Australia, Japonia și China. Instrucția fiecărui câine durează 13 săptămâni, iar cele aproximativ 120 de exemplare își desfășoară activitatea în 88 de aeroporturi internaționale din Statele Unite.

## Caracteristici
- Înălțime: 25-40 cm
- Greutate: 9-17 kg
- Durata de viață: 12-15 ani
- Capacitate de naștere: 2-14 pui, în general 7[6]